# Валалова къща
Валаловата къща (на гръцки: Αρχοντικό Βαλαλά) е възрожденска къща в град Костур, Гърция.

## Местоположение
Къщата е разположена в южната традиционна махала Долца (Долцо) улица „Византио“ № 12, близо до площад „Братя Емануил“ („Долцо“) и срещу Пападиновата къща.

## История
В 1965 година сградата е обявена за паметник на културата.
Сградата е разрушена и изцяло реставрирана в оригинален вид. На първия етаж е разположен ресторантът „Сокаки“ (Сокакът).

## Архитектура
Къщата има два етажа и в архитектурно отношение представлява квадрат с вписан кръст.